# ابط‌الجوزا
اِبط‌الجوزا یا شَبان‌شانه (در پارسی میانه: بَشْن) (به انگلیسی: Betelgeuse) یا آلفای شکارچی ( Orionis به اختصار alpha Ori یا Ori) نخستین ستارهٔ پرنور صورت فلکی شکارچی و به‌طور میانگین دهمین ستارهٔ درخشان آسمان شب است.
این ستاره، یک اَبَرغول سرخ متغیر با دوره‌ای چندصد روزه است. ابط‌الجوزا ستارهٔ غول‌پیکری است که قطر آن در حدود یک میلیارد و شش صد میلیون کیلومتر است، یعنی تقریباً بیش از هزار و صد برابر قطر خورشید که یک میلیون و سیصد هزار کیلومتر است.
واژهٔ ابط‌الجوزا عربی است و معنی واژگانی آن «کتف میانی» یا همان «میان‌شانه» است.
مجموعه‌ای از پنج ستاره که بالاتر از شبان‌شانه قرار دارند، «ستارگان گرز» هستند که نمایان‌گر گرزی در دست راست شکارچی‌اند. قدر ظاهری این پنج ستاره کم‌تر از شبان‌شانه است.

## شرح
ابط الجوزا یک ابرغول سرخ با گونه طیفی M1-2 و یکی از بزرگ‌ترین ستارگان شناخته‌شده‌است که با چشم غیرمسلح قابل مشاهده می‌باشند. این ستاره معمولاً دهمین ستاره از نظر روشنی در آسمان شب و پس از پای شکارچی، دومین ستاره درخشان در صورت فلکی شکارچی است. ابط‌الجوزا یا شبان‌شانه یک ستاره متغیر نیمه‌منظم با رنگ قرمز متمایز است که قدر ظاهری آن بین ۰٫۰ تا ۱٫۶ متغیر است، که بیشترین دامنه تغییرات را در بین ستارگان با قدر اول دارد. در طول موج‌های فروسرخ نزدیک، ابط الجوزا درخشان‌ترین ستاره در آسمان شب است. نام‌گذاری بایر آن α Orionis است که به لاتین Alpha Orionis و به اختصار Alpha Ori یا α Ori نامیده می‌شود.
این ستاره فراری که از زادگاه خود در انجمن شکارچی اوبی۱ (OB1) - که شامل ستاره‌های کمربند شکارچی است - بیرون رانده شده‌است، مشاهده شده‌است که با سرعت ۳۰ کیلومتر در ثانیه در محیط میان‌ستاره‌ای حرکت می‌کند و شوک تعظیمی به عرض بیش از چهار سال نوری ایجاد می‌کند.
در سال ۱۹۲۰، ابط‌الجوزا اولین ستاره فراخورشیدی شد که قطر زاویه‌ای نورسپهر آن اندازه‌گیری شد. مطالعات بعدی، یک قطر زاویه‌ای (اندازه ظاهری) از ۰٫۰۴۲ تا ۰٫۰۵۶ ثانیه قوسی را گزارش کرده‌اند. این دامنه اندازه‌ها به غیرکروی بودن، تاریکی لبه، تپش و ظاهر متغیر در طول موج‌های مختلف نسبت داده می‌شود.
ابط‌الجوزا همچنین توسط پوششی پیچیده و نامتقارن احاطه شده‌است که تقریباً ۲۵۰ برابر اندازه خود ستاره است و ناشی از اتلاف جرم همین ستاره است. تنها آر ماهی زرین و خورشید از نظر قطر زاویه‌ای که از زمین قابل مشاهده هست، از ابط‌الجوزا پیشی می‌گیرند.
از مهر ۱۳۹۸ (اکتبر ۲۰۱۹)، ابط‌الجوزا به‌طور قابل توجهی کم‌نورتر شد و تا اواسط بهمن همان سال، درخشندگی آن تقریباً سه برابر، از قدر ۰٫۵ به ۱٫۷ کاهش یافته بود. سپس به محدوده درخشندگی عادی خود بازگشت و در فروردین ۱۴۰۲ به اوج قدر بصری ۰٫۰ و ۰٫۱ در باند V رسید. رصدهای فروسرخ نشان دادند که در ۵۰ سال گذشته هیچ تغییر چشمگیری در درخشندگی آن رخ نداده‌است و این نشان می‌دهد که کاهش نور به‌دلیل تغییر در خاموشی اطراف ستاره بوده‌است و علت، تغییری بنیادی نبود. مطالعه‌ای با استفاده از تلسکوپ فضایی هابل پیشنهاد می‌کند که غبار، در اثر پرتاب و خروج جرم از سطح ستاره ایجاد شده‌است. این مواد میلیون‌ها کیلومتر از ستاره دور شده و سپس سرد و متراکم شده‌اند تا غباری ایجاد کنند که باعث کاهش نور ستاره شده است.

## بزرگی
ستارهٔ شبان‌شانه به قدری بزرگ است که اگر به جای خورشید در مرکز منظومهٔ خورشیدی قرار گیرد، تا دو سوم مدار مشتری را اشغال می‌کند. شبان‌شانه پس از خورشید دومین قطر ظاهری بزرگ را دارد.
اگر ابط الجوزا با شعاع حدود ۶۴۰ برابر خورشید در مرکز منظومه خورشیدی ما قرار می‌گرفت، سطح آن فراتر از کمربند سیارک‌ها قرار می‌گرفت و مدارهای عطارد، زهره، زمین و مریخ را در خود می‌بلعید. محاسبات جرم ابط الجوزا از کمی کمتر از ده تا کمی بیش از بیست برابر جرم خورشید است. به دلایل مختلف، اندازه‌گیری فاصله آن بسیار دشوار بوده‌است. بهترین تخمین‌های فعلی در حدود ۴۰۰ تا ۶۰۰ سال نوری از خورشید است - که برای یک ستاره نسبتاً نزدیک، عدم قطعیت نسبتاً زیادی است. قدر مطلق آن حدود -۶ است.

## انفجار آینده
ستاره شبان‌شانه به مرگ خود نزدیک است و در آینده با یک انفجار ابرنواختری به یک ستارهٔ نوترونی، یا شاید یک سیاه‌چاله تبدیل خواهد شد. 
ابط الجوزا که کمتر از ۱۰ میلیون سال قدمت دارد، به دلیل جرم زیادش به سرعت تکامل یافته‌است و انتظار می‌رود که تکامل خود را با انفجار ابرنواختر به پایان برساند، که به احتمال زیاد در ۱۰۰۰۰۰ سال آینده رخ خواهد داد. هنگامی که ابط الجوزا منفجر شود، بیش از سه ماه مانند نیمه ماه خواهد درخشید. زندگی در زمین از این انفجار آسیبی نخواهد دید.
طول عمر آن ممکن است تا حدود ۱۰۰ هزار سال دیگر ادامه یابد. در صورت انفجار، این ستاره از دیدگاه زمینیان به قدر (روشنایی) ۱۰- خواهد رسید یعنی ۲۵۰ بار روشن‌تر از سیارهٔ ناهید و ۲٬۵۰۰ بار درخشان‌تر از ستارهٔ شباهنگ. به عبارتی روشنی آن پس از انفجار قابل مقایسه با ماه شب چهارده خواهد بود.
از زمان آغاز نخستین داده‌گیری‌های اخترشناسانه، برای اخترفیزیکدان‌ها مسجل شده بود که شبان‌شانه یک غول سرخ است و در حال طی کردن مراحل پایانی عمر خود می‌باشد. اما پیش‌بینی دقیق زمان انفجار آن عملاً امری غیرممکن است. شواهد اخیر اما نشان می‌دهند که ممکن است روند انفجار این ستاره از هم‌اکنون آغاز شده باشد.
انفجار ابرنواختری اگر چه پایان راه بخش قابل توجهی از ستارگان می‌باشد اما از آنجا که سن انسان‌ها در مقابل زمان تحول ستارگان بسیار کوچک و ناچیز است، دیدن یک انفجار ابرنواختری اتفاقی بسیار بسیار نادر و کم‌احتمال به حساب می‌آید. برای مثال قدیمی‌ترین ابرنواختر ثبت‌شده در تاریخ به ۱۰۵۴ میلادی برمی‌گردد که در دست‌نوشته‌های چینی آثاری از آن به چشم می‌خورد.
ستارهٔ شبان‌شانه با فاصلهٔ ۶۲۵ سال نوری یکی از نزدیک‌ترین ستارگان به زمین به حساب می‌آید و این خود باعث می‌شود تا انفجار احتمالی آن از دید ناظر زمینی بسیار پرنور باشد. تخمین زده می‌شود شبان‌شانه در صورت انفجار به مدت چندین روز، درخشندگی‌ای معادل چند برابر قرص کامل ماه داشته باشد به صورتی که آن را حتی در طول روز نیز می‌توان مشاهده کرد. انفجار احتمالی شبان‌شانه هیچ خطری برای حیات روی زمین به همراه نخواهد داشت.

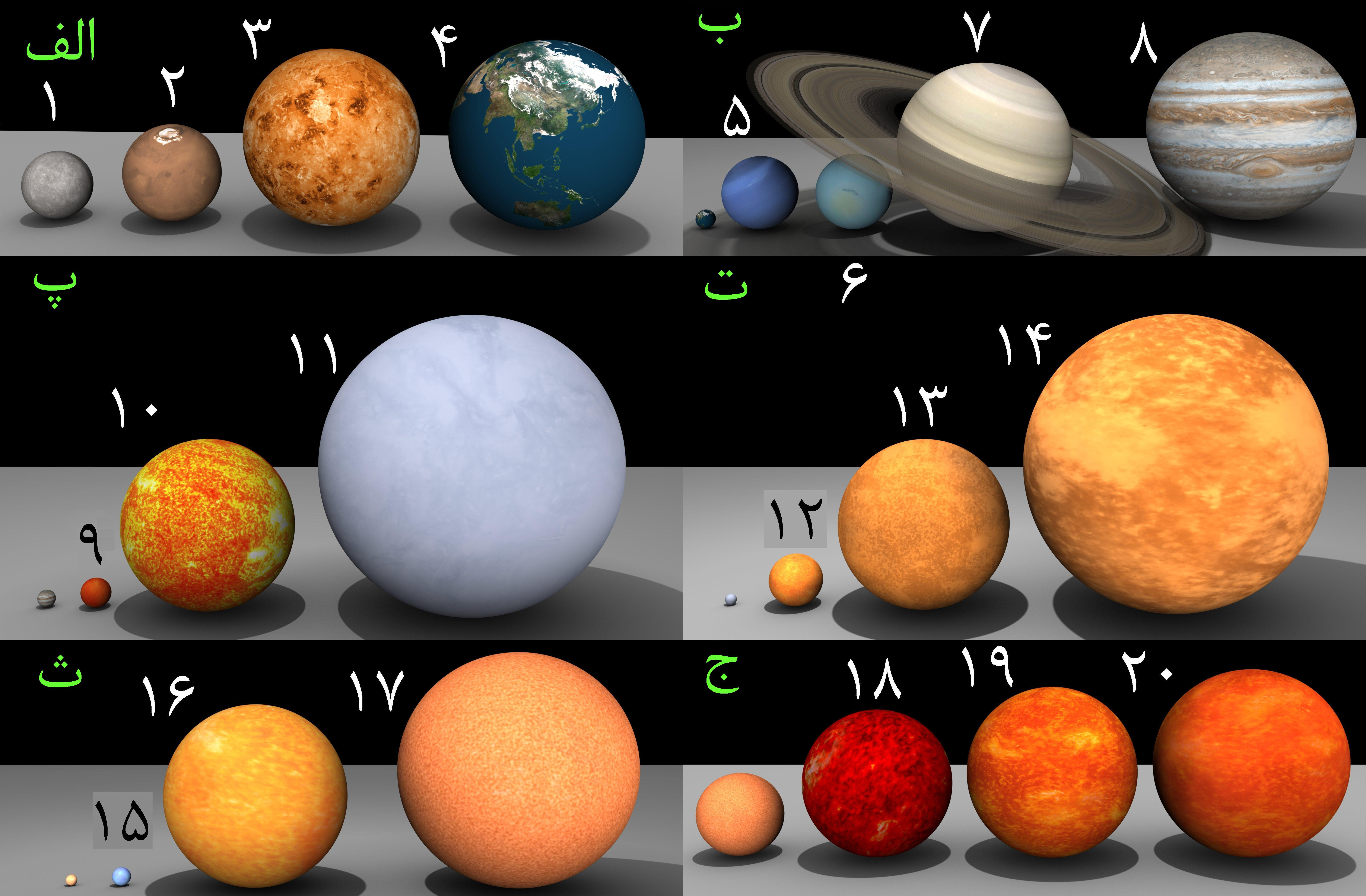
هم‌سنجی سیاره‌های منظومه خورشیدی با تعدادی از ستاره‌های مشهور: الف: زمین (۴) > ناهید (۳) > مریخ (۲) > تیر (۱) ب: مشتری (۸) > زحل (۷) > اورانوس(۶) > نپتون (۵) > زمین (بدون شماره) پ: شباهنگ (۱۱) > خورشید (۱۰) > ولف ۳۵۹ (۹) > مشتری (بدون شماره) ت: دبران (۱۴) > نگهبان شمال (۱۳) > رأس پیکر پسین (۱۲) > شباهنگ (بدون شماره) ث: ابط‌الجوزا (۱۷) >قلب عقرب (۱۶) > پای شکارچی (۱۵) > دبران (بدون شماره) ج: وی‌وای سگ بزرگ (۲۰) >وی‌وی قیفاووس (۱۹) > مو قیفاووس (۱۸) > ابط‌الجوزا (بدون شماره)

## پیشینه رصد
ابط الجوزا و رنگ سرخ آن از دوران باستان شناخته شده بود. بطلمیوس، اخترشناس مشهور، رنگ آن را نارنجی مایل به قهوه‌ای (ὑπόκιρρος = هیپوکیرهوس) توصیف کرد. الغ‌بیگ در زیج سلطانی، این رنگ این ستاره را سرخ نامید. آنجلو سکی در سده نوزدهم، پیش از آنکه سامانه‌های امروزی رده‌بندی ستارگان پدید آیند، ابط الجوزا را به عنوان یکی از نمونه‌های ستارگان رده سوم (نارنجی تا قرمز) طبقه‌بندی کرد. در مقابل، اخترشناسان چینی سه سده پیش از بطلمیوس، ابط الجوزا را زرد مشاهده کردند. اگر این مشاهده دقیق باشد، می‌تواند نشان دهد که ستاره در آن زمان در مرحله ابرغول زرد بوده‌است. با توجه به تحقیقات فعلی در مورد محیط پیچیده ستاره‌های ابرغول، این احتمال قابل قبول است.

## اختفا
در تاریخ ۲۱ آذر ۱۴۰۲ ساعت ۰۴:۴۰ قبل از ظهر به وقت ایران این ستاره توسط سیارک لیونا ۳۱۹ به مدت حدوداً ۱۲ ثانیه دچار گرفتگی شد.
این پدیده به صورت کامل در بخش غربی چین، تاجیکستان، ازبکستان، ترکمنستان، آذربایجان، ارمنستان، ترکیه، یونان، آلبانی، ایتالیا، اسپانیا، پرتغال، فلوریدای آمریکا، و مکزیک قابل مشاهده است. همچنین در نقاطی از قرقیزستان، افغانستان، ایران، و گرجستان به‌طور جزئی قابل مشاهده می‌باشد. در ایران بهترین مکان رصد، پارس‌آباد است.

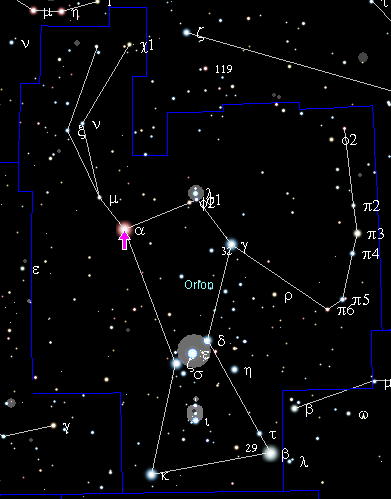
موقعیت ستاره در صورت فلکی شکارچی